# Rosny-sur-Seine
Rosny-sur-Seine este o comună franceză situată în departamentul Yvelines, în regiunea Île-de-France, chiar la vest de Mantes-la-Jolie, cele două comune fiind limitrofe.
Acest mic oraș, situat într-o buclă a râului Sena, este cunoscut în istorie ca ținutul lui Sully. Comuna este înfrățită cu Lustadt (Germania) din aprilie 1981.

## Geografie

### Localizare
Comuna Rosny-sur-Seine se află în nord-vestul departamentului Yvelines, la aproximativ șaizeci de kilometri vest de Paris, în valea Senei, pe malul stâng al râului, în câmpia aluvionară care se îngustează înainte de concavitatea meandrului Guernes.
Teritoriul comunei include, de asemenea, pe platou, pădurea Rosny, al cărei punct culminant atinge 144 de metri.

### Comune limitrofe
Rosny-sur-Seine se învecinează cu Mantes-la-Jolie și Buchelay la est, Rolleboise la nord, Bonnières-sur-Seine la vest și cu Saint-Illiers-la-Ville, Jouy-Mauvoisin și Perdreauville la sud. Orașul Guernes se află vizavi, pe celălalt mal al Senei.

### Hidrografie
Comuna este mărginită de râul Sena și este traversată de pârâul Bléry.

### Căi de comunicație și transport
Autostrada Normandiei (A13) traversează în întregime comuna, fără a o deservi direct. În traversarea comunei se află o zonă de servicii.
Comuna este deservită de gara Rosny-sur-Seine, situată pe linia Paris - Rouen.

### Climă
În 2010, clima din comună era de tip oceanic al câmpiilor din Centru și de Nord, conform unui studiu a CNRS care se baza pe o serie de date care acoperă perioada 1971-2000. În 2020, Météo-France a publicat o tipologie a climei din Franța metropolitană în care comuna este expusă la un climat oceanic și se încadrează în regiunea climatică sud-vestică a bazinului parizian, caracterizată prin precipitații scăzute, în special în primăvară (120 până la 150 mm) și un iarnă rece (3,5 °C).
Pentru perioada 1971-2000, temperatura medie anuală este de 11 °C, cu o amplitudine termică anuală de 14,4 °C. Cantitatea medie anuală de precipitații este de 677 mm, cu 10,7 zile de precipitații în ianuarie și 7,7 zile în iulie. Pentru perioada 1991-2020, temperatura medie anuală observată la stația meteorologică cea mai apropiată, situată în comuna Magnanville la 6 km distanță în linie dreaptă, este de 11,6 °C, iar cantitatea medie anuală de precipitații este de 641,5 mm.
Pentru viitor, parametrii climatici estimați pentru comună pentru anul 2050, conform diferitelor scenarii de emisii de gaze cu efect de seră, pot fi consultati pe un site dedicat publicat de Météo-France în noiembrie 2022.

## Urbanism

### Tipologie
La 1 ianuarie 2024, Rosny-sur-Seine este clasificată ca centură urbană, conform noii grile comunale de densitate cu șapte niveluri, definită de INSEE (Institutul Național de Statistică și Studii Economice) în 2022. Comuna aparține unității urbane Rosny-sur-Seine, o unitate urbană monocomunală care constituie un oraș izolat. În plus, comuna face parte din aria metropolitană a Parisului, fiind una dintre comunele de la periferie, această zonă reunind 1.929 de comune.

## Toponimie
Numele localității este atestat sub diferite forme de-a lungul timpului: Rodoniacum în 1204, Rooniacum în 1162, Roni în 1248, Roniacum în 1249 și Rodonium în jurul anului 1320.
Este vorba despre o formare toponimică de origine galică sau galo-romană în -(i)acum, un sufix de origine galică (-acon) care indică locul sau proprietatea. Primul element, Rosn-, reprezintă numele de persoană galic Rutenus, o variantă etnică Rutenius (vezi Ruteni, Rodez). Acest nume are omonime în toponime precum Rognac, Rosnay, Rogny etc.
Evoluția toponimului *Ruteniacum > Rodeniacum, nu Rodoniacum. Litera s din Rosny nu are o origine etimologică, ci servește pentru a marca închiderea și alungirea vocalei o. De altfel, acesta este motivul pentru care s nu trebuie pronunțat.

## Istorie
Săpăturile arheologice efectuate în parcul Rosny au scos la iveală medalii și monede cu efigiile împăraților Constantin cel Mare, Valerian, Gallienus, Filip II Junior, Antoninus Pius, Aurelian și Marcus Aurelius Probus, precum și o necropolă datând din perioadele galo-romană și carolingiană, ce conține 145 de sarcofage pe locul fostei biserici.
În anul 848, un ordin emis de Carol cel Pleșuv menționează biserica parohială din Rosny printre posesiunile care aparțineau de abația Fontenelle.
În Evul Mediu, Rosny era reședința unei puternice seniorii, care includea un centru judiciar foarte important, unde locuiau bailli (magistrați), procurori, executori judecătorești și notari.
Seniorul dispunea de drept de înaltă, medie și joasă justiție, având autoritatea de a soluționa toate cauzele, de a judeca toate crimele comise pe domeniul său și chiar de a condamna la pedeapsa cu moartea. Spânzurătorile puteau fi văzute în câmpia înconjurătoare.
În lucrarea sa „Histoire généalogique de la maison de Béthune”, André Du Chesne descrie astfel Rosny:
„ Rosny este o veche și renumită seniorie care aparținea regelui, prin intermediul comitatului Mantes. Aceasta a fost deținută inițial de seniori care purtau numele de Mauvoisin. Totuși, fiicele familiei adoptau de obicei numele de Rosny. Printre acestea, Ide de Rosny s-a căsătorit cu Jean III, conte de Dreux, senior de Montpensier, prinț de sânge regal.

Ultimul dintre acești seniori a fost Guy V Mauvoisin, fiul lui Guy IV Mauvoisin și al Laure de Ponthieu (numită și Laure d'Aumale), fiica lui Jean de Ponthieu, conte de Aumale. Acesta era nepotul Jeanne de Dammartin, contesă de Ponthieu, regină a Castiliei și Leónului, și, la rândul său, nepoată a regelui Ludovic al VII-lea al Franței. ”
Primul senior de Rosny, în 1070, a fost Raoul I Mauvoisin, supranumit Cel Bărbos, care, alături de seniorii din Jouy, Septeuil și alți cavaleri din Mantes, l-a ajutat pe Filip I, regele Franței, să-l respingă pe Wilhelm Cuceritorul, ducele Normandiei. Raoul a construit un castel medieval în Rosny.
Pentru a evita fragmentarea proprietății senioriale, Guy IV Mauvoisin și copiii săi au încheiat un acord prin care moștenirea integrală a bunurilor revenea fiului cel mare, acesta urmând să plătească o rentă anuală fiecăruia dintre frații și surorile sale.
În secolul al XVI-lea, Rosny, aflat în proprietatea familiei Melun, a trecut, prin căsătorie, în posesia casei Béthune, unde s-a născut în 1559 Maximilien de Béthune, duce de Sully, ministru al lui Henric IV. Acesta, consilier al regelui Henric IV și superintendent al finanțelor, a fost cel care a construit actualul castel de la Rosny.
Ulmii plantați de Sully, marchiz de Rosny, de-a lungul drumurilor, au primit numele de rosny sau rosne. „Sully a înconjurat cimitirele din satele de la țară cu ulmi, iar acești ulmi au fost numiți mai târziu rosnys, ca semn de recunoștință din partea poporului.”.
La 14 martie 1590, după bătălia de la Ivry, regele Franței Henric IV s-a deplasat la castelul din Rosny, unde a luat cina în public. Încălcând eticheta vremii, el a acordat onoarea de a sta la masa sa generalilor care luptaseră alături de el.
- Martie 1814: După revenirea lui Napoleon, castelul din Rosny a fost incendiat.
- 1824: Deschiderea hospiciului Saint-Charles, construit de ducesa de Berry.
- 1843: Inaugurarea gării din Rosny de către Compania Căii Ferate Paris - Le Havre.
- 1943: Crearea Școlii de Agricultură Sully în clădirile hospiciului Saint-Charles (școala a fost transferată la Magnanville în 1968).

## Populația și societatea

### Date demografice
Evoluția numărului de locuitori este cunoscută prin recensămintele populației efectuate în comună începând din 1793. Pentru comunele cu mai puțin de 10 000 de locuitori, un recensământ al întregii populații este realizat la fiecare cinci ani, populațiile legale pentru anii intermediari fiind estimate prin interpolare sau extrapolare.
În 2022, comuna număra 7041 locuitori, în creștere cu +13,42 % față de 2016 (Yvelines: +2,72 %, Franța fără Mayotte: +2,11 %).
| An        | 1793 | 1821 | 1841 | 1856 | 1876 | 1886 | 1901 | 1921 | 1936 | 1962 | 1982 | 2006 | 2014 | 2022 |
| --------- | ---- | ---- | ---- | ---- | ---- | ---- | ---- | ---- | ---- | ---- | ---- | ---- | ---- | ---- |
| Populație | 656  | 584  | 674  | 706  | 675  | 791  | 911  | 937  | 1036 | 1560 | 3932 | 5043 | 5842 | 7041 |

## Cultură locală și patrimoniu

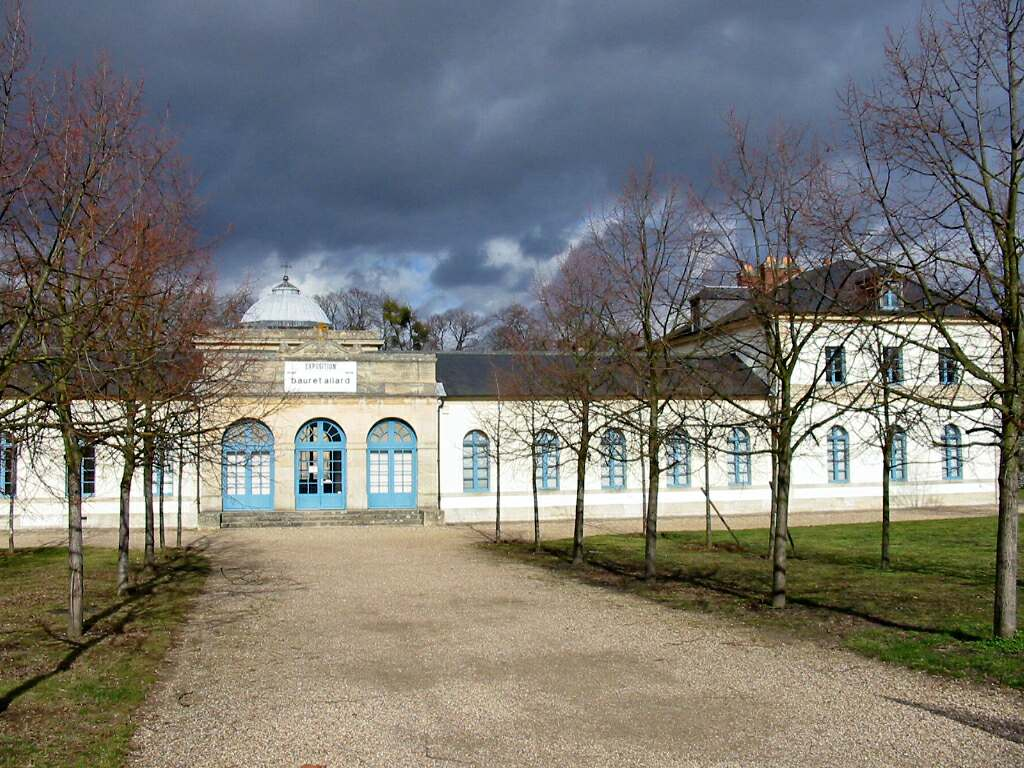
Ospiciul Saint-Charles.

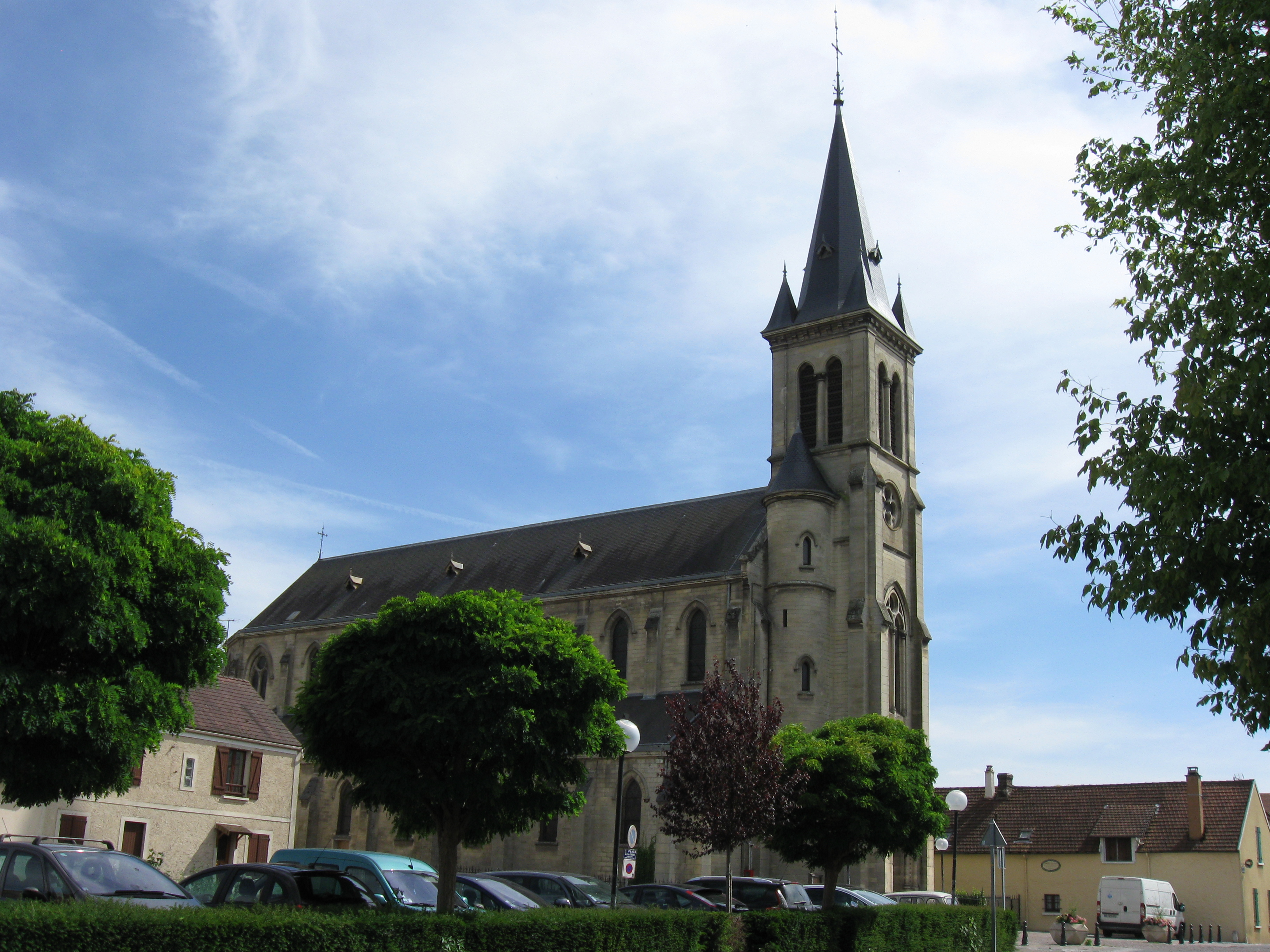
Biserica Rosny-sur-Seine.

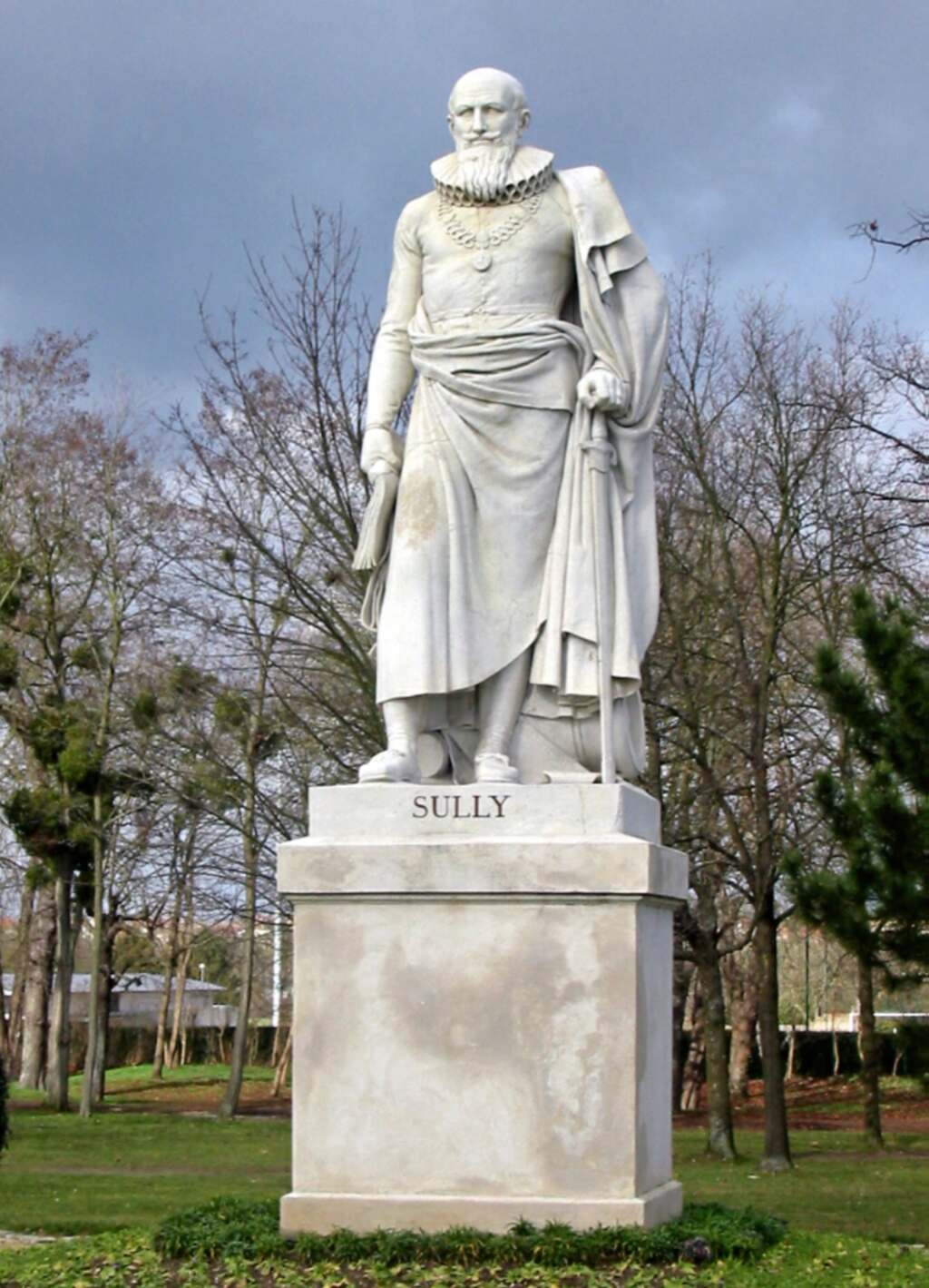
Statuia lui Sully.

### Locuri și monumente
- Castelul din Rosny[31]

Construit din cărămidă și piatră de calcar de către Maximilien de Béthune, duce de Sully, la sfârșitul secolului al XVI-lea, castelul a trecut prin diverse vicisitudini în secolele al XIX-lea și al XX-lea. A fost clasificat ca monument istoric în 1941.
Achiziționat în 1984 de o companie japoneză, Nippon Sangyoo Kabushiki Kaisha, castelul a fost în mare parte deposedat de mobilierul său și a suferit diverse degradări, inclusiv un incendiu în ianuarie 1997. Lucrări de conservare, finanțate de Ministerul Culturii și al Comunicării, au fost atunci inițiate de urgență, după somația adresată proprietarului care nu și-a respectat obligațiile.
- Ospiciul Saint-Charles

Ospiciul Saint-Charles a fost construit în 1820 de arhitectul elvețian Antoine Froelicher, iar capela sa a fost sfințită în 1824 de episcopul de Chartres.
Ridicat în anii 1820 de către Caroline Ferdinande, Ducesă de Berry, acest hospiciu, situat în apropierea castelului, a îndeplinit o dublă funcție timp de mai bine de un secol: îngrijirea bolnavilor și educarea copiilor săraci. Până în 1968, a fost, de asemenea, sediul unei școli private de agricultură. După această dată, a fost dezafectat și abandonat.
În 1983, districtul urban din Mantes a decis să-l restaureze și să-l transforme într-un spațiu cultural, destinat în principal expozițiilor de pictură și sculptură, incluzând lucrări ale pictorului Jean-Marie Ledannois și ale Mișcării artiștilor contemporani din Yvelines.
Capela Saint-Charles se distinge prin porticul care înconjoară curtea interioară.
- Fântâna-adăpătoare: construită de ducesa de Berry.

- Biserica Saint-Jean-Baptiste-et-Saint-Lubin: păstrează un tablou realizat de Camille Corot în 1840, intitulat Fuga în Egipt[35].

- Pădurea Rosny: clasificată ca zonă naturală de interes ecologic, faunistic și floristic (ZNIEFF)[n 5][37].

- Foișorul belvedere din Châtillon: foișor situat în pădurea Rosny-sur-Seine.

### Personalități
- Maximilien de Béthune (duce de Sully) (1559-1641), născut la Rosny, a fost baron, apoi marchiz de Rosny. De asemenea, a fost prinț suveran de Henrichemont și Boisbelle, marchiz de Nogent-le-Rotrou, conte de Muret și de Villebon, viconte de Meaux și a devenit ministru al regelui Henric IV, ceea ce a adus la Rosny vizita regelui Franței.

Statuia sa monumentală (15 tone), realizată în 1817 de sculptorul Jean-Joseph Espercieux, a fost ridicată la intrarea în Rosny în 1931.
- Caroline Ferdinande, Ducesă de Berry (1798-1870), a fost nora regelui Carol al X-lea și mama contelui de Chambord.